# East Grinstead
East Grinstead è una parrocchia civile del Regno Unito nella contea inglese del West Sussex.
Si trova nel distretto di Mid Sussex e il comune confina con le contee dell'East Sussex, Surrey, e Kent.
I maggiori centri più vicini sono Londra, che si trova 43 km a nord, e Brighton, 34 km a sud, mentre Chichester, il capoluogo di contea, è 61 km a sudovest.
L'estensione comunale è di 24,4345 km² e la popolazione, al censimento del 2001, era di 23 942 abitanti.
Fino al 1974 East Grinstead era sede del distretto urbano omonimo e parte dell'East Sussex.
In tale data, insieme a Haywards Heath e Burgees Hill, con cui forma il Consiglio del Distretto Rurale di Cuckfield, è stata annessa al West Sussex.
Il territorio comunale di East Grinstead attraversa il meridiano di Greenwich nella zona del Weald, la Foresta di Ashdown che si trova a sud della città.

## Monumenti e luoghi d'interesse
L'High Street contiene la più lunga fila continua di case in struttura in legno del XIV secolo mai esistita in Inghilterra. Altri edifici da menzionare sono il Sackville College: la casa della carità, costruita in arenaria, dove nel 1853 fu scritta la tipica canzone di Natale "Good King Wenceslas" dal reverendo John Mason Neale (1818-1866).
Il meridiano di Greenwich scorre proprio attraverso il palazzo signorile di East Court, costruito nel 1769, attuale sede del municipio; lasciando ai visitatori la possibilità di stare con un piede nell'est e con l'altro nell'ovest del pianeta. East Grinstead è circondata dalla Foresta di Ashdown.
Nel 1968 è stata fondata la East Grinstead Society per preservare gli edifici storici, l'ambiente e per migliorare le comodità a disposizione delle generazioni future. Nella periferia della città è situato l'antico casolare di campagna "Standen" dove è situata una collezione d'arte e di mobili di pregio. Sulla strada A264, diretta a Tunbridge Wells c'è una casa storica chiamata "Hammerwood Park" che è occasionalmente aperta al pubblico. East Grinsteadd House è il quartier generale (Regno Unito e Irlanda) del Caravan Club.
Le attrazioni locali sono: la Foresta di Ashdown (dove sono ambientate le storie di Winnie-the-Pooh) e l'antica linea ferroviaria di BlueBell dove sono ancora in uso vecchie locomotive a vapore. Il Queen Victoria Hospital dove il chirurgo plastico Archibald McIndoe ha curato i grandi ustionati vittime della seconda guerra mondiale e ha dato vita al Guinea Pig Club. Vicino alla cittadina è anche collocata Chartwell, la casa di campagna di Sir Winston Churchill, l'Hever Castle residenza di Anna Bolena, seconda moglie di Enrico VIII, ed infine il Penhurst Place residenza della famiglia Sydney.
Durante il secondo conflitto mondiale East Grinstead divenne oggetto delle incursioni della tedesca Luftwaffe. I bombardieri che non riuscivano a centrare il loro target primario, Londra, venivano infatti indirizzati sopra l'abitato al quale venne assegnato lo status di target secondario. Durante la sera del 9 luglio 1943 un bombardiere della Luftwaffe si separò dalla propria formazione per attaccare appositamente gli abitanti della cittadina. Una delle bombe cadde sul Whitehall Cinema creando 108 morti tra i quali molti erano bambini che stavano assistendo allo spettacolo della giornata. Questa è stata la più grande perdita di vite umane in un bombardamento aereo del conflitto nell'intera contea del Sussex.
Nel 2006 il museo di East Grinstead è stato spostato in un edificio appositamente costruito nel centro storico della 
città ed è stato riaperto con successo. Il Chequer Mead Community Arts Centre include un teatro multi-uso di 349
posti che ospita spettacoli sia amatoriali che professionali, diversi tipi di musica (dal rock al classico), opere, balletti, musica caratteristica, appassionati di musica, conversazioni e incontri tra cittadini. Il centro affitta anche una galleria d'arte molto larga per ospitare esposizioni di arte contemporanea.
Oltre che alla Foresta di Ashdown, a East Grinstaed esistono anche due altri parchi nazionali (di forma lungilinea) il Forest Way e il Worth Way che seguono la vecchia linea ferroviaria oramai in disuso partendo dalla località di Three Bridges e arrivando alla località di Groombridge, questi due parchi fanno parte della rete nazionale di parchi del 
Sustrans. A sud della città è ubicato il laghetto di Weir Wood che offre corsi di vela e di canoa. Il bosco di Weir Wood è anche una riserva naturale che attrae diversi tipi di avifauna ed è denominata Site of Special Scientific Interest.

## Organizzazioni religiose
Le organizzazioni religiose in East Grinstead sono molte.
Chiesa Anglicana:
- La chiesa principale del comune è la chiesa dedicata a San Swithun. La chiesa più imponente dalla cittadina costruita nell'XI secolo. Vicino alla chiesa tre pietre marcano il luogo dove Anna Tree, Thomas Dunngate e John Forman erano stati messi al rogo il 18 luglio 1556 per non aver rinnegato la loro fede Protestante.

Di fede anglosassone sono anche le due seguenti chiese:
- La chiesa di San Barnabas in Dunnings Road.
- La chiesa di San Luca nell'Holtye Avenue.

Nel nord della città c'è una chiesa di fede anglicana, la chiesa di Santa Maria nella Windmill Lane, che è stata costruita nel 1893 da seguaci del Movimento di Oxford. Le messe nella chiesa di Santa Maria sono più di stile cattolico che quelle eseguite nella chiesa protestante di San Swithun.
Altre chiese Protestanti e Non-Conformiste:
- La cappella di fede Battista nel West Street.
- La chiesa dedicata alla Trinità, di fede Metodista, all'incrocio tra la London Road e la Lingfield Road.
- La United Reform Church.
- Il New Life Churh (parte del movimento carismatico evangelico del New Frontiers).

Chiese di fede Cattolica:
- Le due chiese dedicate alla Madonna e a San Pietro ubicate nella London Road,
- L'Opus Dei ha diversi edifici in East Grinstead.

In East Grinstead ci sono sedi di diversi credi non di principale importanza:
- Nel nord della cittadina c'è il Tempio Inglese dei Mormoni di Londra.
- La Kingdom Hall dei Testimoni di Geova.
- I Rosicrucians hanno diverse proprietà nella città di East Grinstead.
- La sede centrale di Scientology della Gran Bretagna è a Saint Hill Manor nella periferia sud-ovest di East Grinstead. Il maniero di 24 ettari in stile georgiano è stato acquistato dal fondatore di Scientology, che visse a East Grinstead fino al 1967, L. Ron Hubbard dal Maharaja di Jaipur nel 1959.

Una strana coincidenza che a East Grinstead si ammassino così tante religioni in così poco spazio.
Il quesito è stato oggetto di interesse e di speculazione di diversi programmi televisivi negli ultimi anni. Nel 1994 è stato fatto un documentario da Channel 4 condotto da Ian Sellar intitolato Why East Grinstead? (in italiano Perché in East Grinstead?). Il documentario non è arrivato a nessuna conclusione le spiegazioni variavano dai riti di antiche tribù celtiche dell'età della pietra oppure ai diversi fedeli delle religioni che si stabilivano qui soltanto perché da qui si poteva godere di un bel panorama.

## Riprogettazione della cittadina

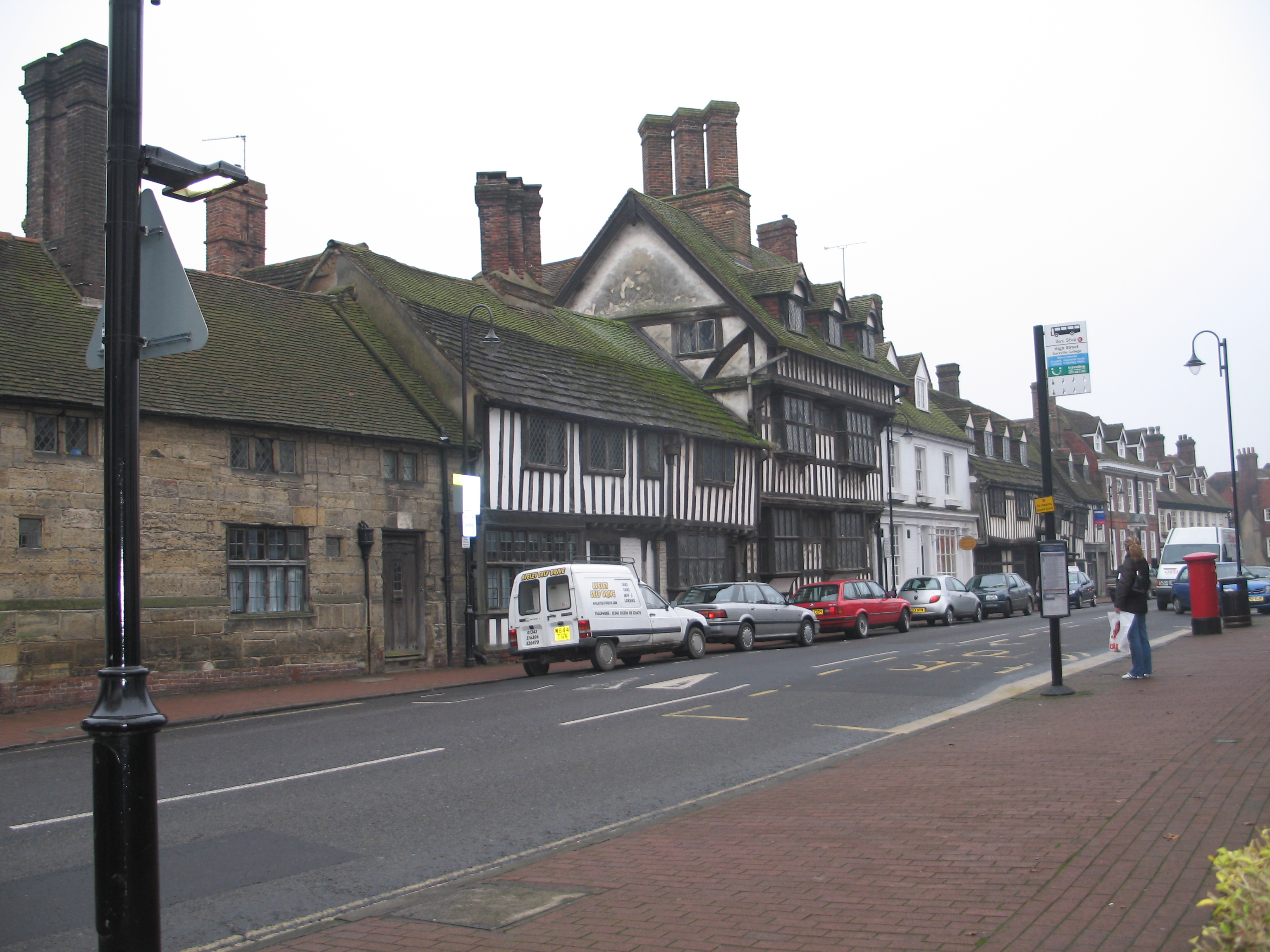
La più lunga fila di case costruita in struttura in legno risalente al XIV secolo dell'Inghilterra ubicata nell'High Street di East Grinstead.

L'East Grinstead Centre Master Plan è stato adottato nel 10 luglio 2006 come un Supplementary Planning Document(SPD) per rimodellare il centro e la periferia della città. Il piano di rigenerazione della città viene eseguito dalla cooperativa di muratori Thornfield Properties PLC. Nel settembre 2007 la Thornfield Property ha sottoposto i progetti al consiglio cittadino di East Grinstead per un ambizioso rimodellamento delle zone del Queens Walk e della West Street.
Ci si aspetta che altre cooperative di muratori si mettano a lavorare a questo piano di ripianificazione della città che viene chiamato SPD. Il Master Plan fa parte di un più grande schema che comprende anche il rimodellamento dei centri città di Haywards Heath e di Burgess Hill.
Un'eredità di edifici costruiti negli anni settanta ha lasciato la città nel degrado senza lo spazio necessario per gli esercizi commerciali. Il piano prevede la ricostruzione di una grande porzione del centro della città con una nuova piazza nel suo punto più centrale con strade per lo shopping, negozi e 600 nuove proprietà residenziali.
L'obbiettivo principale, come detto dal Consiglio del Distretto del Mid Sussex, è una nuova riqualificazione delle zone del centro della città, il parcheggio di Queensway, Queens Walk e del West Street.
Altre diverse ripianificazioni sono state proposte per il rimodellamento della Queen's Walk dalle cooperative di muratori di Onslow East Grinstead ltd e dalla Martells, proprietaria della stragrande maggioranza del centro della città. La proposta è di demolire tutti i negozi della Queens Walk, di ricostruirne 24 al posto degli attuali 9 e di creare 185 nuovi appartamenti insieme a un parcheggio sotterraneo per uso sia dei residenti che dei clienti dei negozi. Per ora questi piani non sono ancora stati sottoposti al Consiglio del Distretto del Mid Sussex.
Il problema della cittadina è che invece di andare nel centro della città i clienti vanno fuori città per fare i loro acquisti. Molti di questi negozi, ubicati nel centro della città, sono costretti a chiudere perché in competizione con i negozi della più grande città di Crawley che ha trasporti pubblici migliori di East Grinstead. Nessun denaro pubblico verrà speso con questa futura riqualificazione SPD. A spendere i soldi saranno solo i proprietari terrieri e le catene di negozi interessati a investire in questo progetto. Molta libertà è stata data a questo progetto in quanto i proprietari possono costruire come vogliono a patto che seguano il progetto originale SPD.
Una nuova tangenziale è in fase di pianificazione per decongestionare il centro della città dal traffico. Un incremento di palazzi e edifici a scopo abitativo è in pianificazione come un incremento del turismo con il riallacciamento della storica linea ferroviaria Bluebell Railway per rigenerare il centro della città. Queste pianificazioni sono benvenute purché non violino il caratteristico fascino della città. La stazione ferroviaria e la strada che porta ad essa 
verrà ristrutturata e in parte demolita e poi ricostruita, diversa dall'edificio in cemento armato che getta un'ombra cupa a chi entra a East Grinstead tramite la ferrovia. La stazione ferroviaria attuale è stata costruita per rimpiazzare l'originale in legno di età vittoriana che è stata venduta e trasportata negli Stati Uniti.
Anche il trasporto pubblico è sotto critica visto che non ferma in molti posti ed è di bassa qualità costringendo gli abitanti a usare le proprie automobili congestionando il traffico cittadino senza abbastanza posti di parcheggio.
Altre migliorie includono: più parcheggi, rifacimento della facciata esterna di due diversi supermarket e altre diverse modifiche legate alla cittadina.

## Crimine
Il tasso criminale in East Grinstead è più basso della media nazionale.
| Infrazione                               | Localmente | nella Nazione |
| ---------------------------------------- | ---------- | ------------- |
| Rapine                                   | 0,32       | 1,85          |
| Auto e motocicli rubati                  | 1,79       | 4,04          |
| Rapine a bordo di automobili o motocicli | 5,34       | 9,59          |
| Stupri                                   | 0,62       | 1,17          |
| Violenze contro la persona               | 11,28      | 19,97         |
| Furti con scasso                         | 2,58       | 5,67          |

## Infrastrutture e trasporti

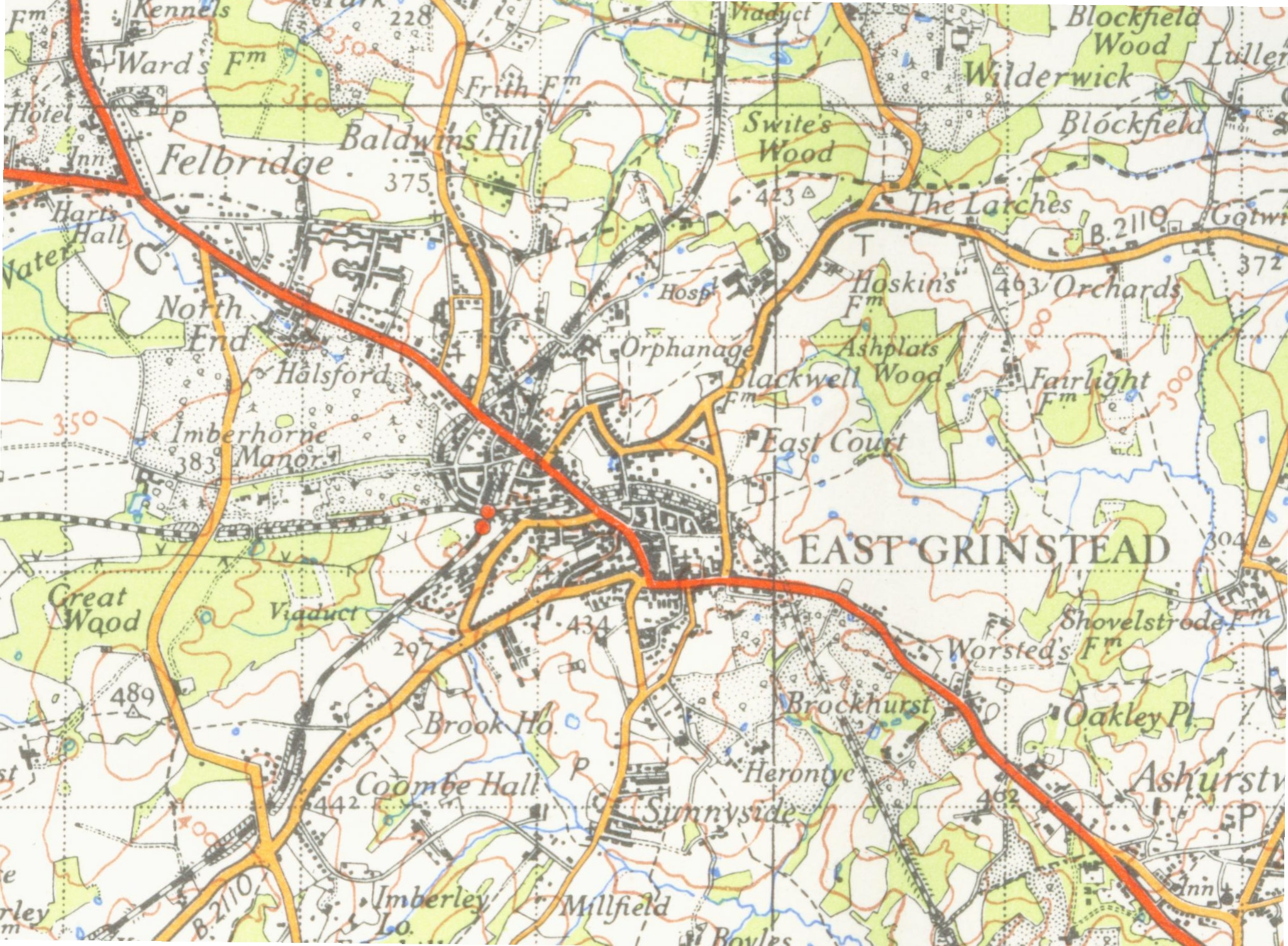
Una mappa di East Grinstead del 1946

### Ferrovie
East Grinstead è stato un capolinea ferroviario fin dal 1967, dopo la chiusura della linea ferroviaria che dalla località di Three Bridges portava a Royal Tunbridge Wells per via della riforma della British Railways detta "Beeching Axe" il cui nome deriva da un cittadino, il Dr Richard Beeching, che fece un rapporto sulle condizioni della ferrovia locale negli anni sessanta. La linea che portava a Lewes è stata chiusa nel 1958; anche questa linea faceva parte della ferrovia di Bluebell Railway.
Verso la fine degli anni settanta una tangenziale è stata creata lungo il vecchio percorso della linea ferroviaria chiamata la Beeching Way. La tangenziale è situata dentro un fossato che taglia una collina in due. Il resto della vecchia linea ferroviaria viene utilizzata come parco naturale (di forma rettilinea, come la linea ferroviaria) chiamato il parco Worth Way e il parco di Forest Way che portano verso la campagna di Wealden e sono parte della rete dei Parchi Nazionali.

### Connessione alla linea ferroviaria della "Bluebell Railway"
La vecchia linea ferroviaria che porta verso Lewes sta per essere ricostruita dalla cooperativa: Bluebell Railway. Adesso si sta lavorando per costruire la stazione nuova e per completare il tratto finale di ferrovia che la collegherà alle ferrovie nazionali.

### Strade
La cittadina è ubicata tra l'incrocio della A22 e la A264. Per circa 2 km, tra il centro della città e Felbridge, un villaggio nel Surrey, le due strade condividono la stessa carreggiata è questo è una causa principale delle congestioni del traffico a East Grinstead. Le città di Londra e Crawley sono a portata di pendolare. Londra dista 45 km mentre Crawley 15 km. L'aeroporto di Gatwick dista 15 km. Oltre un ottavo dei lavoratori della cittadina fa pendolarismo verso Crawley con oltre il 98% che viaggiano con un'automobile propria.

## Educazione
In East Grinstead ci sono scuole sia private sia statali. Il Consiglio della Contea del West Sussex procura 7 scuole primarie e 2 secondarie. Queste scuole sono aperte a tutti e sono co-didattiche.
Scuole Primarie
- Baldwins Hill Primary School - una scuola primaria di 100 posti fondata ne 1898. È federata con la scuola primaria di Halsford Park.
- Blackwell Primary School - 200 allievi aperta dal 1955, ha traslocato in un nuovo edificio nel 2006.
- Estcots Primary School - 400 allievi costruita negli anni settanta.
- Halsford Park Primary School - 400 allievi, è stata inaugurata nel 1958 ed è federata con quella di Bladwins Hill.
- Meads Primary School - 250 allievi.
- St Mary's CE Primary School - 200 allievi convenzionata con la Chiesa anglicana originariamente inaugurata nel 1885 ha traslocato in una nuova sede nel 1955.
- St Peter RC Primary School - 200 allievi convenzionata con la Chiesa cattolica, originariamente aperta nel 1855

Scuole di istruzione secondaria
- Imberhorne School
- Sackville School

Le scuole confessionali più vicine si trovano a Crawley.

## East Grinstead nella letteratura
- East Grinstead è la destinazione dei due amanti Norman e Annie nella trilogia romantica dell'autore Alan Ayckbourn intitolata Le Conquiste di Norman. È stata scelta questa località perché, dopo alcuni tentativi andati in fallimento, Norman non poté entrare a Hastings. Nel 1978 Norman e Annie erano stati interpretati da Tom Conti e Penelope Wilton nelle serie TV andata in onda sulla BBC.
- East Grinstead è anche menzionata nel film di Christopher Fowler: Psychoville (1996). Nel film la cittadina è creduta rifugio della croce di Invicta e di New Invicta. Jo Amey prende spunto da questo film per il suo film: Hest tradotto in italiano vuol dire il Comandamento.
- East Grinstead è nominata anche nel testo della canzone di Robyn Hitchcock, Listening To The Higsons (Gli Higsons provengono da Norwich ma io preferisco East Grinstead).
- East Grinstead è anche la casa di Harry Witherspoon, uno dei protagonisti della commedia musicale di Flaherty e Ahrens chiamata la "Lucky Stiff".
- East Grinstead è menzionata due volte nel Monty Pythons Flying Circus. È stato menzionato che molte lettere provenivano da "East Grinstaed".

## Amministrazione

### Gemellaggi
- Bourg-de-Péage
- Sant Feliu de Guíxols
- Mindelheim
- Schwaz
- Verbania, dal 1991[11]

## Club sociali e sportivi
East Grinstead è ben servita dai club sportivi e sociali della zona. Di proprietà comunale sono il campo da calcio King George's Field in memoria del Re Giorgio V. Il King's Centre, centro per il tempo libero anch'esso intitolato al Re,
correntemente di proprietà del Consiglio del Distretto del Mid Sussex (organo amministrativo locale) che è stato lasciato alla cittadina da un benefattore locale.
Il centro include una piscina coperta una palestra e un palazzetto dello sport. Il comune sta correntemente esaminando le condizioni della struttura visto che vuole cambiare l'attuale gestione comprando l'intero complesso. Ci sono anche campi da tennis con illuminazione notturna e campi da bocce a Mount Noddy e altri campi da tennis con molti campi da calcio nel complesso dell'East Court. Tutte queste strutture sono prenotabili a East Grinstead tramite il Kings Centre.
I club sportivi della zona sono:
- East Grinstead Athletics Club, su egac.co.uk.
- East Grinstead Cycling Club fondato nel 1950
- East Grinstead Hockey Club che adesso compete nella English Hockey National League Premier Division.
- East Grinstead Lacrosse Club fondato nel 2004
- East Grinstead Tennis & Squash Club, su egtsc.org.
- East Grinstead Town Football Club fondato nel maggio 8, 1890
- East Grinstead Mavericks Football Club fondato nel 2002
- Felbridge Lawn Tennis Club che si trova appena fuori East Grinstead, su felbridge.freeuk.com.

Altri club sono i:
- East Grinstead Ex-servicemen and Women's Club. Affiliato della (C&IU)
- 1343 (East Grinstead) Sqn Air Cadets. Sfila in parata per le vie della città il giorno della Festa per il Giorno dei Caduti della Prima Guerra Mondiale (11 novembre), nel giorno del Mayday e altre feste e sagre del paese.